# Antoine Dieuzayde
Antoine Dieuzayde — mieux connu sous le nom de « père Dieuzayde » —, né le 13 juin 1877 à Toulouse (France) et décédé le 13 juillet 1958 à Bordeaux, est un prêtre jésuite français, aumônier de l'Association catholique de la jeunesse française (ACJF) dans l'entre-deux-guerres, et célèbre résistant.

## Biographie
Antoine Dieuzayde commence des études de droit à Toulouse, puis entre au noviciat de Rodez, dans la Compagnie de Jésus en 1899. Il est affecté à Bordeaux et aumônier de Association catholique de la jeunesse française à partir de 1914. Il est alors proche du Sillon. En 1919, il met en place à Bordeaux un Secrétariat social, qui vise à «  faire connaitre la doctrine sociale de l’Église catholique et est à la fois un centre de documentation et de propagande ». Le Secrétariat incite en particulier à la formation de syndicats agricoles, ou d'employés, et à des réflexions sur les assurances sociales ou le salaire minimum.

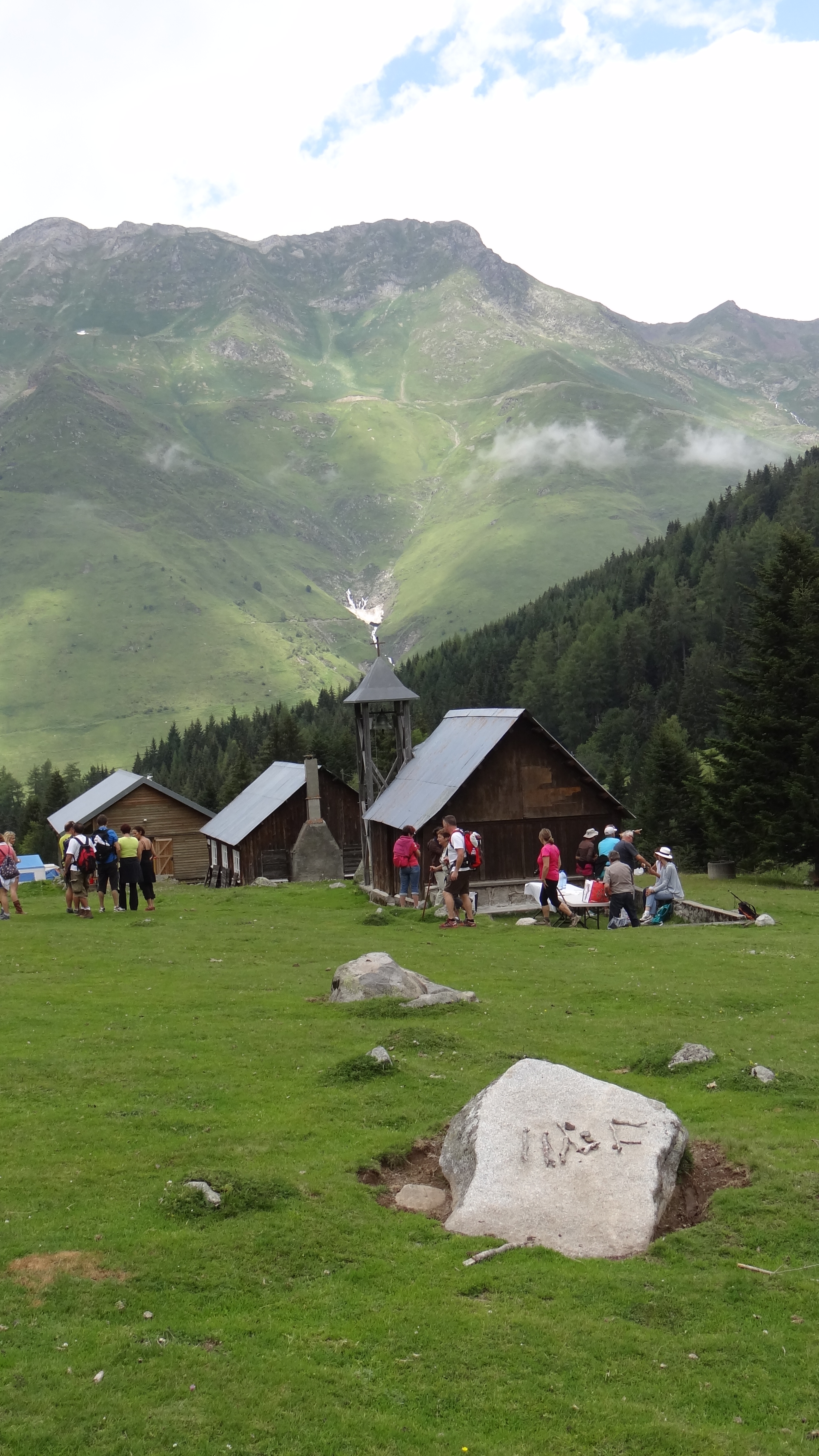
Barèges - Camp Rollot

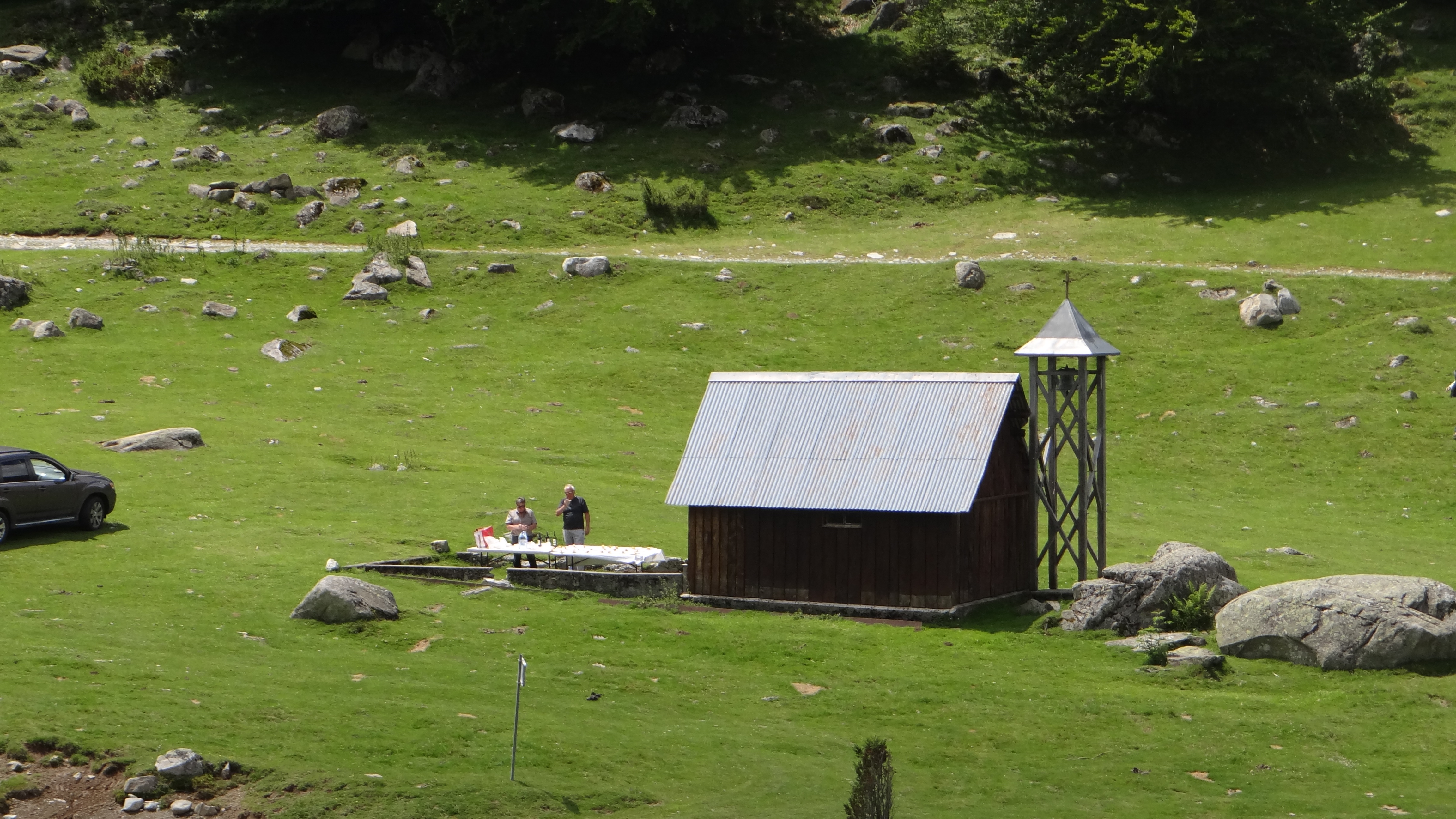
Chapelle du camp Rollot

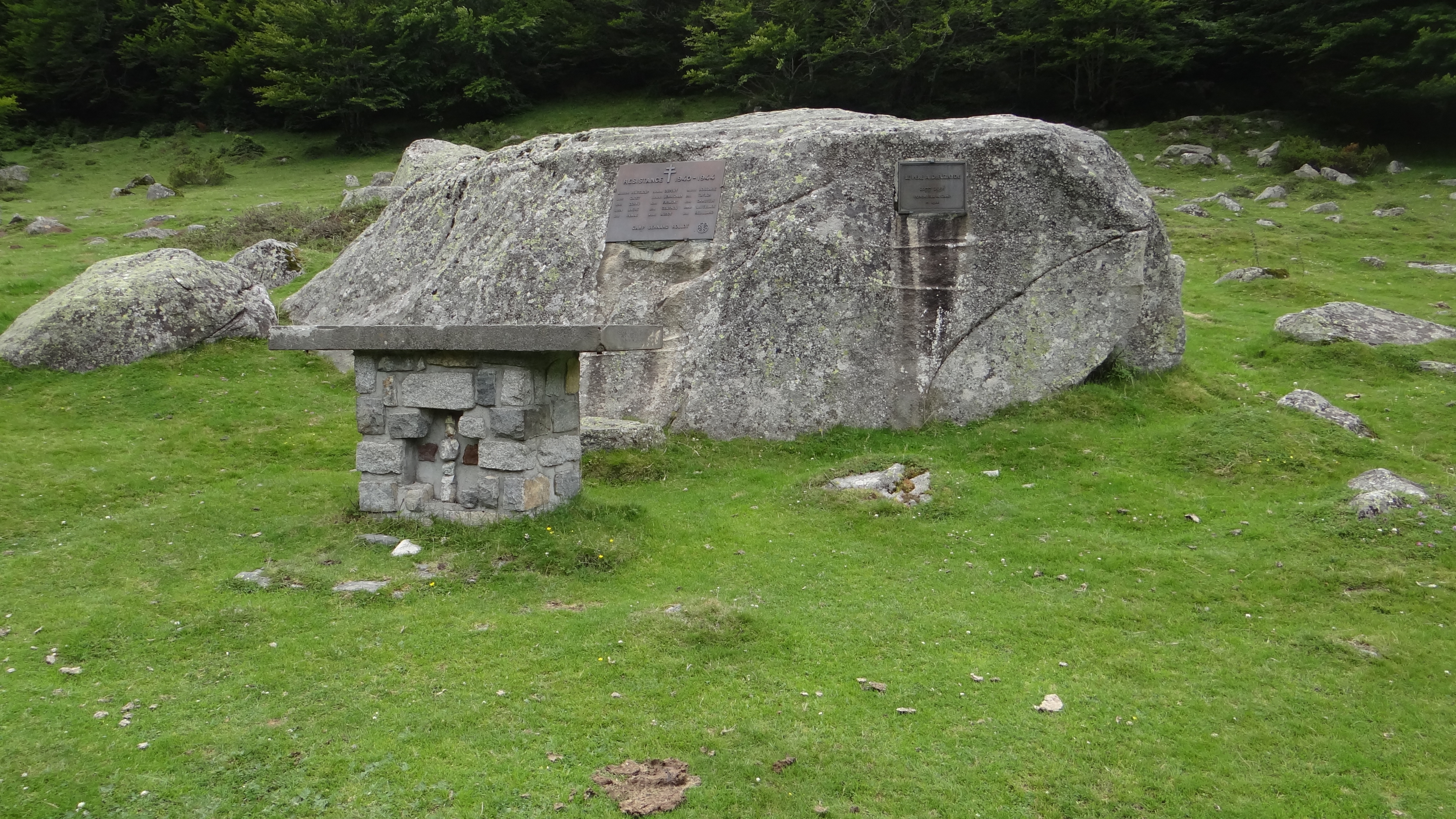
Camp Rollot - monument commémoratif

En 1922, le père Dieuzayde fonde à 1 600 mètres d'altitude le camp de Barèges. En 1923, il est aumônier général du scoutisme. Le camp Bernard Rollot de Barèges devient un lieu important de rencontres et de discussions sur le christianisme, la foi et l'engagement dans le monde moderne, jusqu'à la mort de Dieuzayde. Y participent par exemple Paul Vignaux, Henri-Irénée Marrou ou André Mandouze. 
Le camp Rollot de Barèges est décoré de la Croix de Guerre, il rend hommage à Bernard Rollot (1898-1918), un des premiers garçons du père Dieuzayde, membre de l'Association catholique de la Jeunesse Française et tué au front le 24 juillet 1918 à l'âge de 19 ans, mort pour la France.
Dieuzayde fonde aussi rue du Pont-de-la-Mousque, à Bordeaux, en 1927, le foyer Henri Bazire, qui, avec sa chapelle et ses salles de réunion, devient un point de ralliement de jeunes catholiques bordelais. Au moment de la guerre d'Espagne, il soutient les réfugiés, il joue aussi un rôle important dans  l'opposition catholique à l'Action française. Il est parfois surnommé le « jésuite rouge »,.
Dieuzayde et le groupe du foyer Bazire, qu'il désignera plus tard  sous le nom des « Barégeois de Bordeaux », prennent position contre l'occupation allemande et participent à divers mouvements de résistance. C'est par exemple le cas de la jeune biochimiste Laure Gatet, membre du réseau gaulliste Confrérie Notre-Dame (CND-Castille), déportée et morte à Auschwitz en 1943. Dieuzayde s'engage quant à lui dans le réseau Jade-Amicol.